# Asko Esna
Asko Esna est un joueur estonien de volley-ball né le 1er mai 1986 à Tallinn (alors en URSS). Il mesure 1,86 m et joue libero. Il est international estonien.

## Biographie
Il est le frère de Sten Esna, également joueur international estonien de volley-ball.

## Clubs
| Club            | De        | À         |
| --------------- | --------- | --------- |
| ESS Falck Pärnu |           | 2005-2006 |
| Selver Tallinn  | 2006-2007 | ...       |

## Palmarès
- Championnat d'Estonie (6)
  - Vainqueur : 2007, 2008, 2009, 2010, 2011, 2013
  - Finaliste : 2012, 2014